# Zivilgesetzbuch (Russland)
Das Russische Zivilgesetzbuch (russisch Гражданский кодекс Российской Федерации, ГК РФ, Graschdanski kodeks Rossijskoi Federazii, GK RF) ist die russische Privatrechtskodifikation und Hauptrechtsquelle des russischen Zivilrechts. Das Russische Zivilgesetzbuch löste das vorherige Modellgesetzbuch des sowjetischen Privatrechts ab. Es besteht aus 4 Teilen. Das Zivilgesetzbuch wurde stufenweise verabschiedet und ist zwischen 1994 und 2008 in Kraft getreten. Der Allgemeine Teil des Zivilgesetzbuches trat am 30. November 1994 (Verordnungs-Nr. 51-ФЗ), der 4. Teil vom 18. Dezember 2006 (VO-Nr. 146-ФЗ) Geistiges Eigentum am 1. Januar 2008 in Kraft.
- Text des Gesetzes, russisches ZGB 2. Teil (deutsch)
- Text des Gesetzes, russisches ZGB 4. Teil (deutsch)
- Text des Gesetzes (Memento vom 20. Juni 2008 im Internet Archive) (russisch)